# أحمد أزلان زينال
أحمد ازلان زينال (16 أبريل 1986 بكوالالمبور في ماليزيا - ) هو لاعب كرة قدم ماليزي في مركز الدفاع. شارك مع منتخب ماليزيا لكرة القدم. أما مع النوادي، فقد لعب مع نادي ترغكانو ونادي كلنتن وPerak F.C. ‏ ونادي سلاغور الثاني ‏ وKuala Lumpur Football Association ‏ وهاريماو مودا ب.

## روابط خارجية
- أحمد أزلان زينال على موقع قاعدة بيانات كرة القدم.إي يو (الإنجليزية)
- أحمد أزلان زينال على موقع ناشيونال فوتبول تيمز (الإنجليزية)